# David et Jonathas
David et Jonathas (título original en francés; en español, David y Jonatán), H. 490, es una ópera en un prólogo y cinco actos con música de Marc-Antoine Charpentier y libreto en francés del padre François de Paule Bretonneau, S.J., basado en el relato de la amistad de David y Jonatán que hace el I Libro de los Reyes del Antiguo Testamento. Se estrenó en el colegio jesuita Collège Louis-le-Grand, París, el 28 de febrero de 1688. 
Aunque la ópera asume la forma típica de una tragédie en musique francesa también ha sido considerada una tragédie biblique debido a su tema bíblico. David et Jonathas se estrenó en combinación con un drama hablado en latín, Saul, del padre Étienne Chamillard (1656-1730). Cada acto de la ópera era seguido por un acto de la obra de teatro. La obra de Charpentier tuvo tanto éxito que fue repuesta en otros colegios jesuitas en 1706, 1715 y 1741. 
Esta ópera se representa poco. En las estadísticas de Operabase aparece con solo una representación en el período 2005-2010. Es entonces cuando la ópera se estrenó en Estados Unidos, en Baltimore en 2005.

## Grabaciones
- David et Jonathas Paul Esswood, Colette Alliot-Lugaz, Philippe Huttenlocher, Coro de la Ópera Nacional de Lyon, Orquesta del English Baroque Festival, dirigida por Michel Corboz (Erato, 1981)
- David et Jonathas Gérard Lesne, Monique Zanetti, Jean-François Gardeil, Les Arts Florissants, dirigida por William Christie (Harmonia Mundi, 1988)
- David + Jonathan Anders Dahlin (David), Sara Macliver (Jonathan), Dean Robinson (Saul), Richard Anderson (Achis), David Parkin (Ghost of Samuel), Simon Lobelson (Joabel), Paul Mcmahon (La Pythonisse); Pinchgut Opera, Orchestra of the Antipodes & Cantillation conducted by Antony Walker, (ABC Classics, 2009, cat. 4763691)